# Jaume Ros i Serra
Jaume Ros i Serra (Agramunt, Urgell, 1918 - Oliana, Alt Urgell, 2005) fou un activista polític català. Milità des de ben jove a Estat Català, durant la guerra civil espanyola s'incorporà a la columna Macià-Companys i en acabar la guerra es quedà al Rosselló, on col·laborà en el passatge de fugitius civils i militars per la frontera durant la Segona Guerra Mundial i va col·laborar amb el FNC sense abandonar la militància a Estat Català.
Després del 1945 tornà a Agramunt, però al cap de poc es va establir a Andorra, on des del 1962 acollí durant molts anys la representació pràctica de la Generalitat de Catalunya a l'exili i fou correu del president Josep Tarradellas. Va col·laborar al Diari d'Andorra i El Periòdic d'Andorra.
El 1994 fou un dels principals impulsors del Centre de la Cultura Catalana del Principat d'Andorra, i el 1999 deixà la militància a Estat Català, alhora que donava suport a la candidatura de Catalunya Lliure a les eleccions al Parlament Europeu de 1989.
El 2000 va rebre el Premi d'Actuació Cívica de la Fundació Lluís Carulla, l'import de la qual, però, va cedir a La Bressola.

## Obres
- La memòria és una decepció 1920-1939 (1995)
- La decepció de la memòria: 1939-1995 (1995)
- Miquel Badia. Un defensor oblidat de Catalunya (1996)
- Catalunya amb una sabata i una espardenya (1996)
- Conèixer l'altra Andorra (2001)